# لوئیجی مارتینلی
لوئیجی مارتینلی (انگلیسی: Luigi Martinelli؛ زادهٔ ۲ سپتامبر ۱۹۷۰) بازیکن فوتبال اهل ایتالیا است.
از باشگاه‌هایی که در آن بازی کرده‌است می‌توان به باشگاه فوتبال هلاس ورونا، باشگاه فوتبال تراپانی، باشگاه فوتبال آسکولی، باشگاه فوتبال تورینو، باشگاه فوتبال کیه‌وو ورونا، و باشگاه فوتبال روبور سیه‌نا اشاره کرد.